# Krężołki
Krężołki [krɛ̃ˈʐɔu̯ki] (tiếng Đức: Scharfenstein) là một khu định cư ở khu hành chính của Gmina Ustka, thuộc Hạt Słupsk, Pomeranian Voivodeship, ở miền bắc Ba Lan. Nó nằm khoảng 10 kilômét (6 mi) phía nam Ustka, 14 km (9 mi) phía tây Słupsk và 118 km (73 mi) phía tây thủ đô khu vực Gdańsk.
Trước năm 1945, khu vực này là một phần của Đức. Đối với lịch sử của khu vực, xem Lịch sử của Pomerania.
Khu định cư có dân số 15 người.